# دوس-2
كانت دوس-2 (بالروسية: ДОС-2) محطة فضاء، أُطلقت ضمن برنامج ساليوت، فقدت في فشل الإطلاق في 29 يوليو 1972، عندما أدى فشل المرحلة الثانية من مركبة الإطلاق بروتون-ك إلى تعذر المحطة من الوصول إلى المدار. فسقطت في المحيط الهادئ. كانت المحطة، التي كان من المقرر أن تُطلق عليها تسمية ساليوت 2 لو وصلت إلى مدارها، متطابقة هيكليًّا مع ساليوت 1، حيث جُمِّعت كوحدة احتياطية لتلك المحطة. شُكلت أربع فرق من رواد الفضاء لتكوين طاقم المحطة، وكان من المقرر أن يطير اثنان منهم:
- أليكسي ليونوف وفاليري كوباسوف
- فاسيلي لازاريف وأوليج ماكاروف
- أليكسي جوباريف وجورجي جريتشكو
- بيوتر كليموك وفيتالي سيفاستيانوف

في حين حاول طاقمان مكونان من ثلاثة أشخاص ( سايوز 10 وسايوز 11) زيارة ساليوت-1، بعد التعديلات على مركبة الفضاء سايوز 7 كيه تي-أو كيه (ما أصبح سايوز 7K-T ) بعد وفاة طاقم سايوز 11، لم تتمكن المركبة الفضائية من حمل سوى اثنين من رواد الفضاء، وبالتالي فإن دوس-2 كان من المفترض أن يكون لديه طاقمان مكونان من شخصين. بعد فقدان المحطة، تم نقل الطاقم إلى برنامج دوس-3.